# 卡多布納

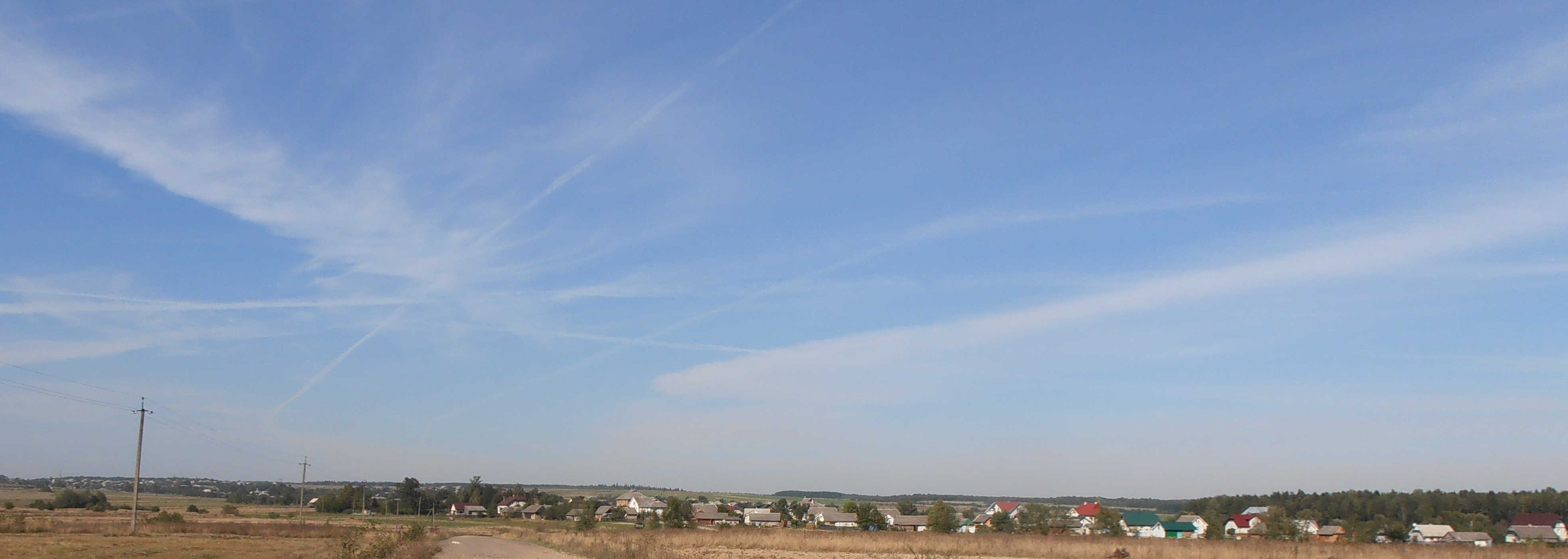

卡多布納（烏克蘭語：Кадобна），是烏克蘭的村落，位於該國西部伊萬諾-弗蘭科夫斯克州，由卡盧什區負責管轄，始建於1640年，面積13.05平方公里，2001年該村落人口1,327。
49°2′7″N 24°12′50″E / 49.03528°N 24.21389°E